# La cama
La cama és una pel·lícula coproducció de l'Argentina i Mèxic filmada en colors dirigida per Emilio Gómez Muriel sobre el guió d'Alfredo Ruanova que es va estrenar el 2 de setembre de 1968 i que va tenir com a protagonistes a Jorge Barreiro, Zulma Faiad, Marcela López Rey i Rosángela Balbo.

## Sinopsi
Una dona s'escapa de la seva casa el mateix dia de les seves noces i un donjuán tracta de provar-li a una altra que el seu marit l'enganya.

## Repartiment
Hi van intervenir els següents intèrprets:
- Jorge Barreiro …Ramiro Ramos
- Zulma Faiad … Lucy Montes
- Marcela López Rey
- Rosángela Balbo …Mucama
- Pochi Grey
- Amparito Castro
- Vicente Rubino
- Nancy Lopresti
- Güendolina
- María Dolores Pardo
- Sonia Grey
- Rodolfo Crespi
- Jorge Brisco
- Lalo Malcolm
- Los Mokers
- Mauricio Garcés …Charlie
- Isela Vega
- Lupita Ferrer
- Elvia Andreoli

## Comentaris
La revista Gente va opinar:
| « | ”Comèdia lamentable…l'única cosa positiva és la bellesa de les actrius, però en això el director no té res a veure.” | » |

Clarín va opinar:
| « | ”Passatemps luxós i picaresc…a la manera de tantes comèdies musicals que van seguir el camí de La cigarra no es un bicho.” | » |

La Nación va dir:
| « | ”Comicitat molt vulgar…intenta ser una espècie de vodevil eròtic.” | » |